# Skånes-Fagerhult
Skånes-Fagerhult è un'area urbana della Svezia situata nel comune di Örkelljunga, contea di Scania.
La popolazione rilevata nel censimento 2010 era di 856 abitanti .